# NASCAR Cup Series 2011
Navigation
2010 2012
Le Championnat de NASCAR Cup Series 2011 est la 63e édition du championnat organisé par la NASCAR et la 40e de l'ère moderne de la NASCAR.
La saison compte 2 courses d'exhibition et 36 courses de championnat, débutant pas le Daytona 500 sur le Daytona International Speedwayet se terminant par le Ford 400 sur l'Homestead-Miami Speedway.
Les dix dernières courses sont celles du Chase, courses qui déterminent le champion de la saison.
Pendant la saison 2010, la NASCAR a annoncé plusieurs changements de calendrier :
- 1 course supplémentaire sur les circuits Kansas Speedway et Kentucky Speedway ;
- 1 course supprimée sur les circuits Atlanta Motor Speedway et Auto Club Speedway.

Pendant l'inter-saison, la NASCAR a annoncé une modification dans l'attribution des points. De plus, le carburant sera dorénavant un mélange d'éthanol (le Sunoco Green E15) en remplacement du sans plomb Sunoco.
La Cup Series étant sponsorisé par la société Sprint Corporation, le nom officiel du championnat est la NASCAR Sprint Cup Series 2011.
L'écurie Stewart-Haas Racing est la tenante du titre 2011 des propriétaires tandis que Tony Stewart, copropriétaire de la Stewart-Haas Racing avec Gene et Margaret, est le tenant du titre de champion 2010 des pilotes grâce à sa victoire lors de la dernière course de la saison, le Ford 400 de 2010 en devançant au tie-break Carl Edwards. Chevrolet est le tenant du titre de champion des manufacturiers 2010 avec 248 points.

## Pilotes et écuries
| Écurie                           | Manufacturier | N°           | Sponsor principal                                | Pilotes                  | Chef d'équipe       | Course(s) disputée(s)                            |
| -------------------------------- | ------------- | ------------ | ------------------------------------------------ | ------------------------ | ------------------- | ------------------------------------------------ |
| Curb-Agajanian Performance Group | Chevrolet     | 98           | Ronald Reagan Presidential Foundation            | Austin Dillon            | Danny Stockman      | 30                                               |
| Earnhardt Ganassi Racing         | Chevrolet     | 1            | Bass Pro Shops/McDonald's                        | Jamie McMurray           | Kevin Manion        | Toutes                                           |
| Earnhardt Ganassi Racing         | Chevrolet     | 42           | Target                                           | Juan Pablo Montoya       | Jim Pohlman         | Toutes                                           |
| FAS Lane Racing                  | Ford          | 23           |                                                  | Terry Labonte            | Frank Stoddard      | 20                                               |
| FAS Lane Racing                  | Ford          | 32           | U.S. Chrome C&J Energy                           | Terry Labonte            | Frank Stoddard      | 1, 8, 16-17, 24, 32                              |
| FAS Lane Racing                  | Ford          | 32           | Gainey Suites Hotel                              | Mike Skinner             | Frank Stoddard      | 2-3                                              |
| FAS Lane Racing                  | Ford          | 32           | VA Mortgage Center.com                           | Ken Schrader             | Frank Stoddard      | 5-7, 9-10                                        |
| FAS Lane Racing                  | Ford          | 32           | Blu Cigs                                         | Mike Bliss               | Frank Stoddard      | 11-12, 14-15, 18-20, 25-31, 34-35                |
| FAS Lane Racing                  | Ford          | 32           | King Street                                      | T.J. Bell                | Frank Stoddard      | 36                                               |
| FAS Lane Racing                  | Ford          | 32           | Bully Hill Vineyards                             | Andrew Ranger            | Frank Stoddard      | 22                                               |
| FAS Lane Racing                  | Ford          | 32           | Red Rocks Cafe                                   | Boris Said               | Frank Stoddard      | Budweiser Shooutout                              |
| FAS Lane Racing                  | Ford          | 32           | U.S. Chorme                                      | Patrick Carpentier       | Frank Stoddard      | 13                                               |
| FAS Lane Racing                  | Ford          | 32           | GunBroker.com                                    | Jason White              | Frank Stoddard      | 21                                               |
| Front Row Motorsports            | Ford          | 34           | Taco Bell                                        | David Gilliland          | Peter Sospenzo      | Toutes                                           |
| Front Row Motorsports            | Ford          | 37           | North Texas Pipe                                 | Robert Richardson Jr.    | Greg Conner         | 1                                                |
| Front Row Motorsports            | Ford          | 37           | North Texas Pipe                                 | Tony Raines              | Greg Conner         | 2-11, 13-15, 17-19, 23, 25                       |
| Front Row Motorsports            | Ford          | 37           | La Planète des singes : L'Affrontement           | Chris Cook               | Greg Conner         | 16                                               |
| Front Row Motorsports            | Ford          | 37           | Bradley University                               | Josh Wise                | Greg Conner         | 27-32                                            |
| Front Row Motorsports            | Ford          | 38           | Long John Silver's                               | Travis Kvapil            | Jay Guy             | 1-13, 15, 17-18, 20-21, 23-24, 26, 30, 32-34, 36 |
| Front Row Motorsports            | Ford          | 38           | Long John Silver's                               | Sam Hornish Jr.          | Jay Guy             | 14                                               |
| Front Row Motorsports            | Ford          | 38           | Long John Silver's                               | Tony Ave                 | Jay Guy             | 16                                               |
| Front Row Motorsports            | Ford          | 38           | Long John Silver's                               | J.J. Yeley               | Jay Guy             | 19, 25, 27-29, 31, 35                            |
| Front Row Motorsports            | Ford          | 38           | Long John Silver's                               | Terry Labonte            | Jay Guy             | 22                                               |
| Front Row Motorsports            | Ford          | 55           |                                                  | Jeff Green               | Derrick Finley      | 19                                               |
| Front Row Motorsports            | Ford          | 55           | J.J. Yeley                                       | 20-24, 26, 30, 32-34, 36 | Derrick Finley      |                                                  |
| Front Row Motorsports            | Ford          | 55           | Travis Kvapil                                    | 25, 27-29, 31, 35        | Derrick Finley      |                                                  |
| Furniture Row Racing             | Chevrolet     | 78           | Furniture Row                                    | Regan Smith              | Pete Rondeau        | Toutes                                           |
| Germain Racing                   | Toyota        | 13           | Geico                                            | Casey Mears              | Bootie Barker       | Toutes                                           |
| HP Racing                        | Toyota        | 66           | RaceHP.com                                       | Michael McDowell         | Gene Nead           | 1-20, 22, 24-33, 35-36                           |
| HP Racing                        | Toyota        | 66           | RaceHP.com                                       | Todd Bodine              | Gene Nead           | 21, 23                                           |
| HP Racing                        | Toyota        | 66           | RaceHP.com                                       | Josh Wise                | Gene Nead           | 34                                               |
| Hendrick Motorsports             | Chevrolet     | 5            | GoDaddy.com                                      | Mark Martin              | Lance McGrew        | Toutes                                           |
| Hendrick Motorsports             | Chevrolet     | 24           | Drive to End Hunger                              | Jeff Gordon              | Alan Gustafson      | Toutes                                           |
| Hendrick Motorsports             | Chevrolet     | 48           | Lowe's/Kobalt Tools                              | Jimmie Johnson           | Chad Knaus          | Toutes                                           |
| Hendrick Motorsports             | Chevrolet     | 88           | National Guard / AMP Energy                      | Dale Earnhardt Jr.       | Steve Letarte       | Toutes                                           |
| Inception Motorsports            | Chevrolet     | 30           | EchoStor Technologies Foxwoods Resort Casino     | David Stremme            | Steve Lane          | 9-13, 15, 18-21, 23-31, 33-36                    |
| Joe Gibbs Racing                 | Toyota        | 11           | FedEx                                            | Denny Hamlin             | Mike Ford           | Toutes                                           |
| Joe Gibbs Racing                 | Toyota        | 18           | Mars, Inc.                                       | Kyle Busch               | Dave Rogers         | 1-33, 35-36                                      |
| Joe Gibbs Racing                 | Toyota        | 18           | Mars, Inc.                                       | Michael McDowell         | Dave Rogers         | 34                                               |
| Joe Gibbs Racing                 | Toyota        | 20           | The Home Depot                                   | Joey Logano              | Greg Zipadelli      | Toutes                                           |
| JTG Daugherty Racing             | Toyota        | 47           | Bush's Baked Beans                               | Bobby Labonte            | Brian Burns         | Toutes                                           |
| K-Automotive Motorsports         | Chevrolet     | 92           | Discount Tire Company Melling Engine Parts       | Brian Keselowski         | Dave Fuge           | 1-3, 9-10, 15                                    |
| K-Automotive Motorsports         | Chevrolet     | 92           | Discount Tire Company Melling Engine Parts       | Dennis Setzer            | Dave Fuge           | 4, 6, 19, 33                                     |
| K-Automotive Motorsports         | Chevrolet     | 92           | Discount Tire Company Melling Engine Parts       | Scott Riggs              | Bob Keselowski      | 36                                               |
| Leavine Family Racing            | Ford          | 95           | WRL General Contractors, Ltd. Jordan Truck Sales | David Starr (en)         | Wally Rogers        | 7, 12, 18, 24-25, 27, 30, 34                     |
| LTD Powersports, LLC             | Toyota        | 50           | Green Smoke Electronic Cigarette Bandit Chippers | T. J. Bell               | Jeff McClure        | 10, 12-14, 18, 20-26, 28                         |
| Michael Waltrip Racing           | Toyota        | 00           | Aaron's                                          | David Reutimann          | Bobby Kennedy       | Toutes                                           |
| Michael Waltrip Racing           | Toyota        | 15           | NAPA Darrell Waltrip Tribute                     | Michael Waltrip          | Bobby Kennedy       | 1, 8, 18, 32                                     |
| Michael Waltrip Racing           | Toyota        | 56           | NAPA                                             | Martin Truex Jr.         | Scott Miller        | Toutes                                           |
| NEMCO Motorsports                | Toyota        | 87           | AMFMEnergy.com/Pellet & Wood Stoves              | Joe Nemechek             | Bill Willburn       | Toutes                                           |
| NEMCO Motorsports                | Toyota        | 97           | ExtenZe                                          | Kevin Conway             |                     | 1, 8, 17, 32                                     |
| Max Q Motorsports                | Ford          | 37           | Max Q Motorsports                                | Scott Speed              | Greg Conner         | 20-22                                            |
| Max Q Motorsports                | Ford          | 37           | Max Q Motorsports                                | Mike Skinner             | Mike Abner          | 33-36                                            |
| Max Q Motorsports                | Ford          | 64           | Morningstar Marinas                              | Derrike Cope             | Dave Fuge           | 1                                                |
| Penske Racing                    | Dodge         | 2            | Miller Lite                                      | Brad Keselowski          | Paul Wolfe          | Toutes                                           |
| Penske Racing                    | Dodge         | 22           | Shell / Pennzoil                                 | Kurt Busch               | Steve Addington     | Toutes                                           |
| Phoenix Racing                   | Chevrolet     | 51           | Thank A Teacher Today                            | Landon Cassill           | Nick Harris         | 13-15, 17-21, 23, 25-36                          |
| Phoenix Racing                   | Chevrolet     | 51           | Thank A Teacher Today                            | Boris Said               | Nick Harris         | 16, 22                                           |
| Phoenix Racing                   | Chevrolet     | 51           | Thank A Teacher Today                            | Mike Bliss               | Nick Harris         | 24                                               |
| Red Bull Racing                  | Toyota        | 4            | Red Bull                                         | Kasey Kahne              | Kenny Francis       | Toutes                                           |
| Red Bull Racing                  | Toyota        | 83           | Red Bull                                         | Brian Vickers            | Ryan Pemberton      | Toutes                                           |
| Red Bull Racing                  | Toyota        | 84           | Kangaroo Express                                 | Cole Whitt               | Randy Cox           | 35-36                                            |
| Richard Childress Racing         | Chevrolet     | 27           | Menards                                          | Paul Menard              | Richard Labbe       | Toutes                                           |
| Richard Childress Racing         | Chevrolet     | 29           | Budweiser                                        | Kevin Harvick            | Gil Martin          | Toutes                                           |
| Richard Childress Racing         | Chevrolet     | 31           | Caterpillar                                      | Jeff Burton              | Luke Lambert        | Toutes                                           |
| Richard Childress Racing         | Chevrolet     | 33           | Cheerios                                         | Clint Bowyer             | Shane Wilson        | Toutes                                           |
| Richard Petty Motorsports        | Ford          | 9            | Stanley/DeWalt                                   | Marcos Ambrose           | Todd Parrott        | Toutes                                           |
| Richard Petty Motorsports        | Ford          | 43           | Best Buy                                         | A. J. Allmendinger       | Greg Erwin          | Toutes                                           |
| Robby Gordon Motorsports         | Dodge         | 7            | Speed Energy Drink/Fast Five                     | Robby Gordon             | Samuel Stanley      | 1-10, 12, 15-17, 20-22, 24-28, 31-32             |
| Robby Gordon Motorsports         | Dodge         | 7            | Speed Energy Drink/Fast Five                     | Scott Wimmer             | Samuel Stanley      | 11, 14, 18-19                                    |
| Robby Gordon Motorsports         | Dodge         | 7            | Speed Energy Drink/Fast Five                     | Johnny Sauter            | Samuel Stanley      | 13, 23                                           |
| Robby Gordon Motorsports         | Dodge         | 7            | Speed Energy Drink/Fast Five                     | Reed Sorenson            | Samuel Stanley      | 29-30, 34, 36                                    |
| Robby Gordon Motorsports         | Dodge         | 77           | Speed Energy Drink/Fast Five                     |                          |                     |                                                  |
| Robby Gordon Motorsports         | Dodge         | Scott Wimmer | Speed Energy Drink/Fast Five                     |                          | 12, 20              |                                                  |
| Robby Gordon Motorsports         | Dodge         | P.J. Jones   | Speed Energy Drink/Fast Five                     | 16, 22                   |                     |                                                  |
| Robby Gordon Motorsports         | Dodge         | Andy Lally   | Speed Energy Drink/Fast Five                     | Todd Anderson            | 31                  |                                                  |
| Roush Fenway Racing              | Ford          | 6            | UPS                                              | David Ragan              | Drew Blickensderfer | Toutes                                           |
| Roush Fenway Racing              | Ford          | 16           | 3M                                               | Greg Biffle              | Matt Puccia         | Toutes                                           |
| Roush Fenway Racing              | Ford          | 17           | Crown Royal                                      | Matt Kenseth             | Jimmy Fennig        | Toutes                                           |
| Roush Fenway Racing              | Ford          | 99           | Aflac                                            | Carl Edwards             | Bob Osbourne        | Toutes                                           |
| Rusty Wallace Racing             | Toyota        | 77           | 5-Hour Energy                                    | Steve Wallace            | Larry Carter        | 1                                                |
| R3 Motorsports                   | Toyota        | 23           | North Texas Pipe                                 | Scott Riggs              | Greg Conner         | 35                                               |
| Sinica Motorsports               | Chevrolet     | 93           | Hewes Concrete Polishing                         | Grant Enfinger           | Allen Wellman       | 36                                               |
| Stratus Racing Group             | Chevrolet     | 75           | Maxxelance Energy Drink                          | Derrike Cope             | Gary Keller         | 33                                               |
| Stewart-Haas Racing              | Chevrolet     | 14           | Mobil 1/Office Depot                             | Tony Stewart             | Darian Grubb        | Toutes                                           |
| Stewart-Haas Racing              | Chevrolet     | 39           | U.S. Army                                        | Ryan Newman              | Tony Gibson         | Toutes                                           |
| Tommy Baldwin Racing             | Chevrolet     | 35           |                                                  | Steve Park               | Tommy Baldwin Jr.   | 8, 28                                            |
| Tommy Baldwin Racing             | Chevrolet     | 35           | Luke Associates                                  | Geoff Bodine             | Tommy Baldwin Jr.   | 17, 21, 25, 31-32                                |
| Tommy Baldwin Racing             | Chevrolet     | 35           | Golden Corral Pepsi Max                          | Dave Blaney              | Tommy Baldwin Jr.   | 22, 26, 34-36                                    |
| Tommy Baldwin Racing             | Chevrolet     | 36           | Golden Corral Accell Construction Big Red        | Dave Blaney              | Philippe Lopez      | 1-21, 23-24, 27-33                               |
| Tommy Baldwin Racing             | Chevrolet     | 36           | Golden Corral Accell Construction Big Red        | Ron Fellows              | Philippe Lopez      | 22                                               |
| Tommy Baldwin Racing             | Chevrolet     | 36           | Golden Corral Accell Construction Big Red        | Mike Skinner             | Philippe Lopez      | 25                                               |
| Tommy Baldwin Racing             | Chevrolet     | 36           | Golden Corral Accell Construction Big Red        | Stephen Leicht           | Philippe Lopez      | 26                                               |
| Tommy Baldwin Racing             | Chevrolet     | 36           | Golden Corral Accell Construction Big Red        | Geoffrey Bodine          | Philippe Lopez      | 34-36                                            |
| TRG Motorsports                  | Ford          | 71           | Super Eco-Fuel Saver Interstate Moving Services  | Andy Lally               | Doug Richert        | 1-5, 7-30, 32, 34-35                             |
| TRG Motorsports                  | Ford          | 71           | Super Eco-Fuel Saver Interstate Moving Services  | Hermie Sadler            | Doug Richert        | 6, 31, 33                                        |
| TRG Motorsports                  | Ford          | 71           | Super Eco-Fuel Saver Interstate Moving Services  | Mike Bliss               | Doug Richert        | 36                                               |
| TRG Motorsports                  | Ford          | 77           |                                                  | T.J. Bell                | Barry Boeckenstedt  | 32                                               |
| Whitney Motorsports              | Ford          | 46           | AAMCO Transmissions Red Line Oil                 | J.J. Yeley               | Tony Furr           | 1-7, 9-15, 17-18                                 |
| Whitney Motorsports              | Ford          | 46           | AAMCO Transmissions Red Line Oil                 | Bill Elliott             | Tony Furr           | 8                                                |
| Whitney Motorsports              | Ford          | 46           | AAMCO Transmissions Red Line Oil                 | Andy Pilgrim             | Tony Furr           | 16                                               |
| Whitney Motorsports              | Ford          | 46           | AAMCO Transmissions Red Line Oil                 | Erik Darnell             | Tony Furr           | 19-21, 23                                        |
| Whitney Motorsports              | Ford          | 46           | Fisher Nuts                                      | Brian Simo               | Tony Furr           | 22                                               |
| Whitney Motorsports              | Ford          | 46           | Green Stuff Sales & Supply                       | Scott Speed              | Tony Furr           | 24-36                                            |
| Whitney Motorsports              | Ford          | 81           | Whitney Collision ARMA Energy                    | Scott Riggs              | Butch Lamoreux      | 10-15, 18-19                                     |
| Whitney Motorsports              | Ford          | 81           | Whitney Collision ARMA Energy                    | Brian Simo               | Butch Lamoreux      | 16                                               |
| Wood Brothers Racing             | Ford          | 21           | Motorcraft                                       | Trevor Bayne             | Donnie Wingo        | 1-8, 15, 17, 20, 23, 27, 31-32, 34, 36           |
| Wood Brothers Racing             | Ford          | 21           | Motorcraft                                       | Ricky Stenhouse Jr.      | Donnie Wingo        | 12                                               |

## Courses de la saison 2011
| n°                        | Nom de la course                                       | Circuit                                       | Date         |
| ------------------------- | ------------------------------------------------------ | --------------------------------------------- | ------------ |
| HC                        | Budweiser Shootout                                     | Daytona International Speedway, Daytona Beach | 12 février   |
| HC                        | Gatorade Duel                                          | Daytona International Speedway, Daytona Beach | 17 février   |
| 1                         | Daytona 500                                            | Daytona International Speedway, Daytona Beach | 20 février   |
| 2                         | Subway Fresh Fit 500                                   | Phoenix International Raceway, Phoenix        | 27 février   |
| 3                         | Kobalt Tools 400                                       | Las Vegas Motor Speedway, Las Vegas           | 6 mars       |
| 4                         | Jeff Byrd 500 presented by Food City                   | Bristol Motor Speedway, Bristol               | 20 mars      |
| 5                         | Auto Club 400                                          | Auto Club Speedway, Fontana                   | 27 mars      |
| 6                         | Goody's Fast Relief 500                                | Martinsville Speedway, Ridgeway               | 3 avril      |
| 7                         | Samsung Mobile 500                                     | Texas Motor Speedway, Fort Worth              | 9 avril      |
| 8                         | Aaron's 499                                            | Talladega Superspeedway, Talladega            | 17 avril     |
| 9                         | Crown Royal Presents the Matthew and Daniel Hansen 400 | Richmond International Raceway, Richmond      | 30 avril     |
| 10                        | Showtime Southern 500                                  | Darlington Raceway, Darlington                | 7 mai        |
| 11                        | FedEx 400 benefiting Autism Speaks                     | Dover International Speedway, Dover           | 15 mai       |
| HC                        | Sprint Showdown and All-Star Race XXVII                | Charlotte Motor Speedway, Concord             | 21 mai       |
| 12                        | Coca-Cola 600                                          | Charlotte Motor Speedway, Concord             | 29 mai       |
| 13                        | STP 400                                                | Kansas Speedway, Kansas City                  | 5 juin       |
| 14                        | 5-hour Energy 500                                      | Pocono Raceway, Long Pond                     | 12 juin      |
| 15                        | Heluva Good! Sour Cream Dips 400                       | Michigan International Speedway, Brooklyn     | 19 juin      |
| 16                        | Toyota/Save Mart 350                                   | Infineon Raceway, Sonoma                      | 26 juin      |
| 17                        | Coke Zero 400 powered by Coca-Cola                     | Daytona International Speedway, Daytona Beach | 2 juillet    |
| 18                        | Quaker State 400                                       | Kentucky Speedway, Sparta                     | 9 juillet    |
| 19                        | Lenox Industrial Tools 301                             | New Hampshire Motor Speedway, Loudon          | 17 juillet   |
| 20                        | Brickyard 400 presented by Big Machine Records.com     | Indianapolis Motor Speedway, Speedway         | 31 juillet   |
| 21                        | Good Sam RV Insurance 500                              | Pocono Raceway, Long Pond                     | 7 août       |
| 22                        | Heluva Good! Sour Cream Dips at The Glen               | Watkins Glen International, Watkins Glen      | 14 août      |
| 23                        | Pure Michigan 400                                      | Michigan International Speedway, Brooklyn     | 21 août      |
| 24                        | Irwin Tools Night Race                                 | Bristol Motor Speedway, Bristol               | 27 août      |
| 25                        | AdvoCare 500                                           | Atlanta Motor Speedway, Hampton               | 4 septembre  |
| 26                        | Wonderful Pistachios 400                               | Richmond International Raceway, Richmond      | 10 septembre |
| Chase pour le championnat |                                                        |                                               |              |
| 27                        | GEICO 400                                              | Chicagoland Speedway, Joliet                  | 18 septembre |
| 28                        | Sylvania 300                                           | New Hampshire Motor Speedway, Loudon          | 25 septembre |
| 29                        | AAA 400                                                | Dover International Speedway, Dover           | 2 octobre    |
| 30                        | Hollywood Casino 400                                   | Kansas Speedway, Kansas City                  | 9 octobre    |
| 31                        | Bank of America 500                                    | Charlotte Motor Speedway, Concord             | 15 octobre   |
| 32                        | Good Sam Club 500                                      | Talladega Superspeedway, Talladega            | 23 octobre   |
| 33                        | Tums Fast Relief 500                                   | Martinsville Speedway, Ridgeway               | 30 octobre   |
| 34                        | AAA Texas 500                                          | Texas Motor Speedway, Fort Worth              | 6 novembre   |
| 35                        | Kobalt Tools 500                                       | Phoenix International Raceway, Phoenix        | 13 novembre  |
| 36                        | Ford 400                                               | Homestead-Miami Speedway, Homestead           | 20 novembre  |

## Classement saison 2011

### Pilotes
Légendes :
- Gras : Pole position décerné grâce aux temps de qualifications.
- Italique : Pole position décerné grâce aux résultats des essais.
- * : Le plus de tour menés.

| Pos. | Pilotes                | DAY                                                           | PHO                                                           | LSV                                                           | BRI                                                           | CAL                                                           | MAR                                                           | TEX                                                           | TAL                                                           | RIC                                                           | DAR                                                           | DOV                                                           | CHA                                                           | KAN                                                           | POC                                                           | MIC                                                           | INF                                                           | DY2                                                           | KTY                                                           | NHA                                                           | IND                                                           | PO2                                                           | GLN                                                           | MI2                                                           | BR2                                                           | ATL                                                           | RI2                                                           |                                                               | CHI                                                           | NH2                                                           | DV2                                                           | KN2                                                           | CH2                                                           | TL2                                                           | MA2                                                           | TX2                                                           | PH2                                                           | HOM                                                           | Points |
| Pos. | Pilotes                | Prétendants au titre de champion de la NASCAR Cup Series 2011 | Prétendants au titre de champion de la NASCAR Cup Series 2011 | Prétendants au titre de champion de la NASCAR Cup Series 2011 | Prétendants au titre de champion de la NASCAR Cup Series 2011 | Prétendants au titre de champion de la NASCAR Cup Series 2011 | Prétendants au titre de champion de la NASCAR Cup Series 2011 | Prétendants au titre de champion de la NASCAR Cup Series 2011 | Prétendants au titre de champion de la NASCAR Cup Series 2011 | Prétendants au titre de champion de la NASCAR Cup Series 2011 | Prétendants au titre de champion de la NASCAR Cup Series 2011 | Prétendants au titre de champion de la NASCAR Cup Series 2011 | Prétendants au titre de champion de la NASCAR Cup Series 2011 | Prétendants au titre de champion de la NASCAR Cup Series 2011 | Prétendants au titre de champion de la NASCAR Cup Series 2011 | Prétendants au titre de champion de la NASCAR Cup Series 2011 | Prétendants au titre de champion de la NASCAR Cup Series 2011 | Prétendants au titre de champion de la NASCAR Cup Series 2011 | Prétendants au titre de champion de la NASCAR Cup Series 2011 | Prétendants au titre de champion de la NASCAR Cup Series 2011 | Prétendants au titre de champion de la NASCAR Cup Series 2011 | Prétendants au titre de champion de la NASCAR Cup Series 2011 | Prétendants au titre de champion de la NASCAR Cup Series 2011 | Prétendants au titre de champion de la NASCAR Cup Series 2011 | Prétendants au titre de champion de la NASCAR Cup Series 2011 | Prétendants au titre de champion de la NASCAR Cup Series 2011 | Prétendants au titre de champion de la NASCAR Cup Series 2011 | Prétendants au titre de champion de la NASCAR Cup Series 2011 | Prétendants au titre de champion de la NASCAR Cup Series 2011 | Prétendants au titre de champion de la NASCAR Cup Series 2011 | Prétendants au titre de champion de la NASCAR Cup Series 2011 | Prétendants au titre de champion de la NASCAR Cup Series 2011 | Prétendants au titre de champion de la NASCAR Cup Series 2011 | Prétendants au titre de champion de la NASCAR Cup Series 2011 | Prétendants au titre de champion de la NASCAR Cup Series 2011 | Prétendants au titre de champion de la NASCAR Cup Series 2011 | Prétendants au titre de champion de la NASCAR Cup Series 2011 | Prétendants au titre de champion de la NASCAR Cup Series 2011 | Points |
| ---- | ---------------------- | ------------------------------------------------------------- | ------------------------------------------------------------- | ------------------------------------------------------------- | ------------------------------------------------------------- | ------------------------------------------------------------- | ------------------------------------------------------------- | ------------------------------------------------------------- | ------------------------------------------------------------- | ------------------------------------------------------------- | ------------------------------------------------------------- | ------------------------------------------------------------- | ------------------------------------------------------------- | ------------------------------------------------------------- | ------------------------------------------------------------- | ------------------------------------------------------------- | ------------------------------------------------------------- | ------------------------------------------------------------- | ------------------------------------------------------------- | ------------------------------------------------------------- | ------------------------------------------------------------- | ------------------------------------------------------------- | ------------------------------------------------------------- | ------------------------------------------------------------- | ------------------------------------------------------------- | ------------------------------------------------------------- | ------------------------------------------------------------- | ------------------------------------------------------------- | ------------------------------------------------------------- | ------------------------------------------------------------- | ------------------------------------------------------------- | ------------------------------------------------------------- | ------------------------------------------------------------- | ------------------------------------------------------------- | ------------------------------------------------------------- | ------------------------------------------------------------- | ------------------------------------------------------------- | ------------------------------------------------------------- | ------ |
| 1    | Tony Stewart           | 13                                                            | 7                                                             | 2*                                                            | 19                                                            | 13                                                            | 34                                                            | 12                                                            | 17                                                            | 9                                                             | 7                                                             | 29                                                            | 17                                                            | 8                                                             | 21                                                            | 7                                                             | 39                                                            | 11                                                            | 12                                                            | 2                                                             | 6                                                             | 11                                                            | 27                                                            | 9                                                             | 28                                                            | 3                                                             | 7                                                             |                                                               | 1                                                             | 1                                                             | 25                                                            | 15                                                            | 8                                                             | 7*                                                            | 1                                                             | 1*                                                            | 3*                                                            | 1                                                             | 2403   |
| 2    | Carl Edwards           | 2                                                             | 28                                                            | 1                                                             | 2                                                             | 6                                                             | 18                                                            | 3                                                             | 6                                                             | 5                                                             | 2                                                             | 7                                                             | 16                                                            | 5                                                             | 37                                                            | 5                                                             | 3                                                             | 37                                                            | 5                                                             | 13                                                            | 14                                                            | 7                                                             | 12                                                            | 36                                                            | 9                                                             | 5                                                             | 2                                                             | 4                                                             | 8                                                             | 3                                                             | 5                                                             | 3                                                             | 11                                                            | 9                                                             | 2                                                             | 2                                                             | 2*                                                            | 2403                                                          |        |
| 3    | Kevin Harvick          | 42                                                            | 4                                                             | 17                                                            | 6                                                             | 1                                                             | 1                                                             | 20                                                            | 5                                                             | 12                                                            | 17                                                            | 10                                                            | 1                                                             | 11                                                            | 5                                                             | 14                                                            | 9                                                             | 7                                                             | 16                                                            | 21                                                            | 11                                                            | 14                                                            | 6                                                             | 22                                                            | 22                                                            | 7                                                             | 1*                                                            | 2                                                             | 12                                                            | 10                                                            | 6                                                             | 6                                                             | 32                                                            | 4                                                             | 13                                                            | 19                                                            | 8                                                             | 2345                                                          |        |
| 4    | Matt Kenseth           | 34                                                            | 12                                                            | 11                                                            | 4                                                             | 4                                                             | 6                                                             | 1*                                                            | 36                                                            | 21                                                            | 25                                                            | 1                                                             | 14*                                                           | 6                                                             | 8                                                             | 2                                                             | 14                                                            | 2                                                             | 6                                                             | 20                                                            | 5                                                             | 16                                                            | 17                                                            | 10                                                            | 6                                                             | 9                                                             | 23                                                            | 21                                                            | 6                                                             | 5                                                             | 4                                                             | 1                                                             | 18                                                            | 31                                                            | 4                                                             | 34                                                            | 4                                                             | 2330                                                          |        |
| 5    | Brad Keselowski        | 29                                                            | 15                                                            | 26                                                            | 18                                                            | 26                                                            | 19                                                            | 18                                                            | 33                                                            | 36                                                            | 3                                                             | 13                                                            | 19                                                            | 1                                                             | 23                                                            | 25                                                            | 10                                                            | 15                                                            | 7                                                             | 35                                                            | 9                                                             | 1                                                             | 2                                                             | 3                                                             | 1                                                             | 6                                                             | 12                                                            | 5                                                             | 2                                                             | 20                                                            | 3                                                             | 16                                                            | 4                                                             | 17                                                            | 24                                                            | 18                                                            | 20                                                            | 2319                                                          |        |
| 6    | Jimmie Johnson         | 27                                                            | 3                                                             | 16                                                            | 3*                                                            | 2                                                             | 11                                                            | 8                                                             | 1                                                             | 8                                                             | 15                                                            | 9*                                                            | 28                                                            | 7                                                             | 4                                                             | 27                                                            | 7                                                             | 20                                                            | 3                                                             | 5                                                             | 19                                                            | 4                                                             | 10                                                            | 2                                                             | 4                                                             | 2                                                             | 31                                                            | 10                                                            | 18                                                            | 2*                                                            | 1*                                                            | 34                                                            | 26                                                            | 2                                                             | 14                                                            | 14                                                            | 32                                                            | 2304                                                          |        |
| 7    | Dale Earnhardt, Jr.    | 24                                                            | 10                                                            | 8                                                             | 11                                                            | 12                                                            | 2                                                             | 9                                                             | 4                                                             | 19                                                            | 14                                                            | 12                                                            | 7                                                             | 2                                                             | 6                                                             | 21                                                            | 41                                                            | 19                                                            | 30                                                            | 15                                                            | 16                                                            | 9                                                             | 14                                                            | 14                                                            | 16                                                            | 19                                                            | 16                                                            | 3                                                             | 17                                                            | 24                                                            | 14                                                            | 19                                                            | 25                                                            | 7                                                             | 7                                                             | 24                                                            | 11                                                            | 2290                                                          |        |
| 8    | Jeff Gordon            | 28                                                            | 1*                                                            | 36                                                            | 14                                                            | 18                                                            | 5                                                             | 23                                                            | 3                                                             | 39                                                            | 12                                                            | 17                                                            | 20                                                            | 4                                                             | 1                                                             | 17                                                            | 2                                                             | 6                                                             | 11                                                            | 11                                                            | 2                                                             | 6                                                             | 13                                                            | 6                                                             | 3*                                                            | 1*                                                            | 3                                                             | 24                                                            | 4*                                                            | 12                                                            | 34                                                            | 21                                                            | 27                                                            | 3                                                             | 6                                                             | 32                                                            | 5                                                             | 2287                                                          |        |
| 9    | Denny Hamlin           | 21                                                            | 11                                                            | 7                                                             | 33                                                            | 39                                                            | 12                                                            | 15                                                            | 23                                                            | 2                                                             | 6                                                             | 16                                                            | 10                                                            | 3                                                             | 19*                                                           | 1                                                             | 37                                                            | 13                                                            | 10                                                            | 3                                                             | 27                                                            | 15*                                                           | 36                                                            | 35                                                            | 7                                                             | 8                                                             | 9                                                             | 31                                                            | 29                                                            | 18                                                            | 16                                                            | 9                                                             | 8                                                             | 5                                                             | 20                                                            | 12                                                            | 9                                                             | 2284                                                          |        |
| 10   | Ryan Newman            | 22*                                                           | 5                                                             | 5                                                             | 10                                                            | 5                                                             | 20                                                            | 14                                                            | 25                                                            | 20                                                            | 5                                                             | 21                                                            | 31                                                            | 15                                                            | 9                                                             | 6                                                             | 25                                                            | 23                                                            | 4                                                             | 1*                                                            | 12                                                            | 5                                                             | 16                                                            | 5                                                             | 8                                                             | 20                                                            | 8                                                             | 8                                                             | 25                                                            | 23                                                            | 18                                                            | 10                                                            | 38                                                            | 10                                                            | 16                                                            | 5                                                             | 12                                                            | 2284                                                          |        |
| 11   | Kurt Busch             | 5                                                             | 8                                                             | 9                                                             | 7                                                             | 17                                                            | 16                                                            | 10                                                            | 18                                                            | 22                                                            | 27                                                            | 14                                                            | 4                                                             | 9*                                                            | 2                                                             | 11                                                            | 1*                                                            | 14                                                            | 9                                                             | 10                                                            | 21                                                            | 3                                                             | 38                                                            | 34                                                            | 17                                                            | 4                                                             | 5                                                             | 6*                                                            | 22                                                            | 1                                                             | 13                                                            | 13                                                            | 36                                                            | 14                                                            | 30                                                            | 22                                                            | 34                                                            | 2262                                                          |        |
| 12   | Kyle Busch             | 8                                                             | 2                                                             | 38                                                            | 1                                                             | 3*                                                            | 3*                                                            | 16                                                            | 35                                                            | 1*                                                            | 11                                                            | 4                                                             | 32                                                            | 12                                                            | 3                                                             | 3                                                             | 11                                                            | 5                                                             | 1*                                                            | 36                                                            | 10                                                            | 2                                                             | 3*                                                            | 1                                                             | 14                                                            | 23                                                            | 6                                                             | 22                                                            | 11                                                            | 6                                                             | 11                                                            | 2*                                                            | 33                                                            | 27*                                                           | EX                                                            | 36                                                            | 23                                                            | 2246                                                          |        |
| Pos. | Pilotes                | Pilotes ne s'étant pas qualifiés pour participer au Chase     | Pilotes ne s'étant pas qualifiés pour participer au Chase     | Pilotes ne s'étant pas qualifiés pour participer au Chase     | Pilotes ne s'étant pas qualifiés pour participer au Chase     | Pilotes ne s'étant pas qualifiés pour participer au Chase     | Pilotes ne s'étant pas qualifiés pour participer au Chase     | Pilotes ne s'étant pas qualifiés pour participer au Chase     | Pilotes ne s'étant pas qualifiés pour participer au Chase     | Pilotes ne s'étant pas qualifiés pour participer au Chase     | Pilotes ne s'étant pas qualifiés pour participer au Chase     | Pilotes ne s'étant pas qualifiés pour participer au Chase     | Pilotes ne s'étant pas qualifiés pour participer au Chase     | Pilotes ne s'étant pas qualifiés pour participer au Chase     | Pilotes ne s'étant pas qualifiés pour participer au Chase     | Pilotes ne s'étant pas qualifiés pour participer au Chase     | Pilotes ne s'étant pas qualifiés pour participer au Chase     | Pilotes ne s'étant pas qualifiés pour participer au Chase     | Pilotes ne s'étant pas qualifiés pour participer au Chase     | Pilotes ne s'étant pas qualifiés pour participer au Chase     | Pilotes ne s'étant pas qualifiés pour participer au Chase     | Pilotes ne s'étant pas qualifiés pour participer au Chase     | Pilotes ne s'étant pas qualifiés pour participer au Chase     | Pilotes ne s'étant pas qualifiés pour participer au Chase     | Pilotes ne s'étant pas qualifiés pour participer au Chase     | Pilotes ne s'étant pas qualifiés pour participer au Chase     | Pilotes ne s'étant pas qualifiés pour participer au Chase     | Pilotes ne s'étant pas qualifiés pour participer au Chase     | Pilotes ne s'étant pas qualifiés pour participer au Chase     | Pilotes ne s'étant pas qualifiés pour participer au Chase     | Pilotes ne s'étant pas qualifiés pour participer au Chase     | Pilotes ne s'étant pas qualifiés pour participer au Chase     | Pilotes ne s'étant pas qualifiés pour participer au Chase     | Pilotes ne s'étant pas qualifiés pour participer au Chase     | Pilotes ne s'étant pas qualifiés pour participer au Chase     | Pilotes ne s'étant pas qualifiés pour participer au Chase     | Pilotes ne s'étant pas qualifiés pour participer au Chase     | Pilotes ne s'étant pas qualifiés pour participer au Chase     | Points |
| 13   | Clint Bowyer           | 17                                                            | 27                                                            | 15                                                            | 35                                                            | 7                                                             | 9                                                             | 2                                                             | 2*                                                            | 6                                                             | 31                                                            | 6                                                             | 15                                                            | 18                                                            | 16                                                            | 8                                                             | 4                                                             | 36                                                            | 35                                                            | 17                                                            | 13                                                            | 18                                                            | 11                                                            | 8                                                             | 26                                                            | 36                                                            | 22                                                            |                                                               | 7                                                             | 26                                                            | 8                                                             | 7                                                             | 24                                                            | 1                                                             | 19                                                            | 9                                                             | 10                                                            | 6                                                             | 1047   |
| 14   | Kasey Kahne            | 25                                                            | 6                                                             | 14                                                            | 9                                                             | 9                                                             | 39                                                            | 21                                                            | 37                                                            | 3                                                             | 4*                                                            | 36                                                            | 22                                                            | 14                                                            | 12                                                            | 28                                                            | 20                                                            | 4                                                             | 13                                                            | 6                                                             | 18*                                                           | 28                                                            | 26                                                            | 7                                                             | 11                                                            | 34                                                            | 38                                                            | 12                                                            | 15                                                            | 4                                                             | 2                                                             | 4                                                             | 6                                                             | 25                                                            | 3                                                             | 1                                                             | 7                                                             | 1041                                                          |        |
| 15   | A. J. Allmendinger     | 11                                                            | 9                                                             | 19                                                            | 31                                                            | 14                                                            | 14                                                            | 19                                                            | 11                                                            | 7                                                             | 20                                                            | 37                                                            | 5                                                             | 27                                                            | 25                                                            | 13                                                            | 13                                                            | 10                                                            | 28                                                            | 12                                                            | 22                                                            | 19                                                            | 8                                                             | 11                                                            | 12                                                            | 10                                                            | 11                                                            | 27                                                            | 21                                                            | 7                                                             | 25                                                            | 7                                                             | 31                                                            | 11                                                            | 10                                                            | 6                                                             | 15                                                            | 1013                                                          |        |
| 16   | Greg Biffle            | 35                                                            | 20                                                            | 28                                                            | 8                                                             | 11                                                            | 21                                                            | 4                                                             | 7                                                             | 15                                                            | 8                                                             | 19                                                            | 13                                                            | 10                                                            | 27                                                            | 15*                                                           | 23                                                            | 18                                                            | 21                                                            | 18                                                            | 7                                                             | 8                                                             | 31                                                            | 20*                                                           | 31                                                            | 12                                                            | 13                                                            | 26                                                            | 3                                                             | 27                                                            | 8                                                             | 15                                                            | 14                                                            | 15                                                            | 5                                                             | 13                                                            | 35                                                            | 997                                                           |        |
| 17   | Paul Menard            | 9                                                             | 17                                                            | 12                                                            | 5                                                             | 16                                                            | 38                                                            | 5                                                             | 12                                                            | 37                                                            | 22                                                            | 24                                                            | 29                                                            | 19                                                            | 14                                                            | 4                                                             | 17                                                            | 8                                                             | 24                                                            | 24                                                            | 1                                                             | 10                                                            | 32                                                            | 26                                                            | 30                                                            | 18                                                            | 34                                                            | 20                                                            | 20                                                            | 16                                                            | 12                                                            | 17                                                            | 12                                                            | 24                                                            | 15                                                            | 9                                                             | 16                                                            | 947                                                           |        |
| 18   | Martin Truex Jr.       | 19                                                            | 14                                                            | 6                                                             | 17                                                            | 21                                                            | 40                                                            | 35                                                            | 13                                                            | 27                                                            | 10                                                            | 8                                                             | 26                                                            | 20                                                            | 10                                                            | 26                                                            | 8                                                             | 35                                                            | 18                                                            | 8                                                             | 24                                                            | 12                                                            | 4                                                             | 19                                                            | 2                                                             | 14                                                            | 30                                                            | 18                                                            | 16                                                            | 30                                                            | 36                                                            | 23                                                            | 10                                                            | 8                                                             | 8                                                             | 20                                                            | 3                                                             | 937                                                           |        |
| 19   | Marcos Ambrose         | 37                                                            | 16                                                            | 4                                                             | 15                                                            | 28                                                            | 29                                                            | 6                                                             | 32                                                            | 23                                                            | 13                                                            | 3                                                             | 6                                                             | 26                                                            | 34                                                            | 23                                                            | 5                                                             | 17                                                            | 20                                                            | 9                                                             | 34                                                            | 20                                                            | 1                                                             | 27                                                            | 10                                                            | 21                                                            | 21                                                            | 19                                                            | 30                                                            | 9                                                             | 9                                                             | 5                                                             | 19                                                            | 29                                                            | 11                                                            | 8                                                             | 39                                                            | 936                                                           |        |
| 20   | Jeff Burton            | 36                                                            | 26                                                            | 21                                                            | 20                                                            | 15                                                            | 24                                                            | 11                                                            | 16                                                            | 16                                                            | 33                                                            | 11                                                            | 21                                                            | 25                                                            | 20                                                            | 24                                                            | 21                                                            | 21                                                            | 19                                                            | 16                                                            | 35                                                            | 17                                                            | 9                                                             | 17                                                            | 15                                                            | 13                                                            | 29                                                            | 15                                                            | 13                                                            | 11                                                            | 21                                                            | 18                                                            | 2                                                             | 6                                                             | 27                                                            | 4                                                             | 10                                                            | 935                                                           |        |
| 21   | Juan Pablo Montoya     | 6                                                             | 19                                                            | 3                                                             | 24                                                            | 10                                                            | 4                                                             | 13                                                            | 30                                                            | 29                                                            | 23                                                            | 32                                                            | 12                                                            | 17                                                            | 7                                                             | 30                                                            | 22                                                            | 9                                                             | 15                                                            | 30                                                            | 28                                                            | 32                                                            | 7                                                             | 25                                                            | 19                                                            | 15                                                            | 15                                                            | 14                                                            | 9                                                             | 22                                                            | 23                                                            | 14                                                            | 23                                                            | 22                                                            | 18                                                            | 15                                                            | 31                                                            | 932                                                           |        |
| 22   | Mark Martin            | 10                                                            | 13                                                            | 18                                                            | 12                                                            | 20                                                            | 10                                                            | 36                                                            | 8                                                             | 14                                                            | 19                                                            | 2                                                             | 34                                                            | 21                                                            | 18                                                            | 9                                                             | 19                                                            | 33                                                            | 22                                                            | 22                                                            | 8                                                             | 13                                                            | 25                                                            | 4                                                             | 38                                                            | 17                                                            | 10                                                            | 9                                                             | 24                                                            | 19                                                            | 10                                                            | 37                                                            | 20                                                            | 28                                                            | 19                                                            | 16                                                            | 24                                                            | 930                                                           |        |
| 23   | David Ragan            | 14                                                            | 36                                                            | 22                                                            | 16                                                            | 22                                                            | 8                                                             | 7                                                             | 39                                                            | 4                                                             | 21                                                            | 28                                                            | 2                                                             | 13                                                            | 17                                                            | 20                                                            | 29                                                            | 1                                                             | 8                                                             | 14                                                            | 23                                                            | 34                                                            | 28                                                            | 12                                                            | 20                                                            | 35                                                            | 4                                                             | 11                                                            | 7                                                             | 21                                                            | 20                                                            | 11                                                            | 28                                                            | 33                                                            | 12                                                            | 33                                                            | 38                                                            | 906                                                           |        |
| 24   | Joey Logano            | 23                                                            | 33                                                            | 23                                                            | 23                                                            | 25                                                            | 13                                                            | 24                                                            | 10                                                            | 11                                                            | 35                                                            | 27                                                            | 3                                                             | 23                                                            | 11                                                            | 18                                                            | 6                                                             | 3                                                             | 14                                                            | 4                                                             | 25                                                            | 26                                                            | 5                                                             | 21                                                            | 13                                                            | 24                                                            | 35                                                            | 16                                                            | 14                                                            | 29                                                            | 29                                                            | 12                                                            | 24                                                            | 18                                                            | 37                                                            | 11                                                            | 19                                                            | 902                                                           |        |
| 25   | Brian Vickers          | 31                                                            | 30                                                            | 10                                                            | 36                                                            | 8                                                             | 17                                                            | 27                                                            | 38                                                            | 10                                                            | 34                                                            | 5                                                             | 18                                                            | 16                                                            | 22                                                            | 10                                                            | 36                                                            | 12                                                            | 27                                                            | 34                                                            | 15                                                            | 39                                                            | 15                                                            | 15                                                            | 21                                                            | 11                                                            | 33                                                            | 13                                                            | 5                                                             | 14                                                            | 19                                                            | 20                                                            | 5                                                             | 30                                                            | 21                                                            | 23                                                            | 17                                                            | 846                                                           |        |
| 26   | Regan Smith            | 7                                                             | 34                                                            | 39                                                            | 22                                                            | 27                                                            | 31                                                            | 37                                                            | 15                                                            | 17                                                            | 1                                                             | 34                                                            | 8                                                             | 24                                                            | 15                                                            | 33                                                            | 16                                                            | 24                                                            | 17                                                            | 33                                                            | 3                                                             | 21                                                            | 23                                                            | 13                                                            | 18                                                            | 33                                                            | 18                                                            | 17                                                            | 10                                                            | 17                                                            | 24                                                            | 25                                                            | 30                                                            | 13                                                            | 23                                                            | 38                                                            | 13                                                            | 820                                                           |        |
| 27   | Jamie McMurray         | 18                                                            | 35                                                            | 27                                                            | 21                                                            | 23                                                            | 7                                                             | 22                                                            | 21                                                            | 18                                                            | 9                                                             | 20                                                            | 37                                                            | 29                                                            | 33                                                            | 19                                                            | 15                                                            | 22                                                            | 36                                                            | 31                                                            | 4                                                             | 22                                                            | 18                                                            | 23                                                            | 5                                                             | 16                                                            | 14                                                            | 38                                                            | 23                                                            | 15                                                            | 22                                                            | 27                                                            | 29                                                            | 35                                                            | 36                                                            | 17                                                            | 14                                                            | 795                                                           |        |
| 28   | David Reutimann        | 30                                                            | 29                                                            | 13                                                            | 30                                                            | 19                                                            | 15                                                            | 29                                                            | 14                                                            | 31                                                            | 16                                                            | 15                                                            | 9                                                             | 22                                                            | 13                                                            | 35                                                            | 24                                                            | 25                                                            | 2                                                             | 19                                                            | 36                                                            | 24                                                            | 29                                                            | 18                                                            | 36                                                            | 31                                                            | 26                                                            | 32                                                            | 28                                                            | 13                                                            | 35                                                            | 26                                                            | 13                                                            | 20                                                            | 22                                                            | 7                                                             | 18                                                            | 757                                                           |        |
| 29   | Bobby Labonte          | 4                                                             | 21                                                            | 24                                                            | 13                                                            | 38                                                            | 27                                                            | 25                                                            | 24                                                            | 24                                                            | 18                                                            | 18                                                            | 24                                                            | 28                                                            | 28                                                            | 22                                                            | 38                                                            | 31                                                            | 26                                                            | 7                                                             | 17                                                            | 25                                                            | 19                                                            | 16                                                            | 34                                                            | 38                                                            | 20                                                            | 37                                                            | 19                                                            | 26                                                            | 30                                                            | 29                                                            | 35                                                            | 32                                                            | 28                                                            | 21                                                            | 27                                                            | 670                                                           |        |
| 30   | David Gilliland        | 3                                                             | 22                                                            | 37                                                            | 27                                                            | 31                                                            | 33                                                            | 42                                                            | 9                                                             | 25                                                            | 32                                                            | 22                                                            | 33                                                            | 33                                                            | 29                                                            | 29                                                            | 12                                                            | 16                                                            | 31                                                            | 25                                                            | 33                                                            | 23                                                            | 33                                                            | 32                                                            | 24                                                            | 37                                                            | 27                                                            | 36                                                            | 32                                                            | 28                                                            | 32                                                            | 36                                                            | 22                                                            | 34                                                            | 32                                                            | 31                                                            | 33                                                            | 572                                                           |        |
| 31   | Casey Mears            | NQ                                                            | 18                                                            | 25                                                            | 37                                                            | 29                                                            | 36                                                            | 26                                                            | 22                                                            | 28                                                            | 30                                                            | 23                                                            | 23                                                            | 37                                                            | 30                                                            | 38                                                            | 34                                                            | 32                                                            | 25                                                            | 38                                                            | 29                                                            | 36                                                            | 22                                                            | 37                                                            | 23                                                            | 28                                                            | 17                                                            | 29                                                            | 42                                                            | 35                                                            | 42                                                            | 32                                                            | 17                                                            | 12                                                            | 25                                                            | 26                                                            | 26                                                            | 541                                                           |        |
| 32   | Dave Blaney            | 26                                                            | 42                                                            | 34                                                            | 25                                                            | 37                                                            | 30                                                            | 30                                                            | 27                                                            | 13                                                            | 24                                                            | 26                                                            | 27                                                            | 32                                                            | 26                                                            | 34                                                            | 31                                                            | 39                                                            | 33                                                            | 29                                                            | 31                                                            | 30                                                            | NQ                                                            | 33                                                            | 35                                                            | 43                                                            | 19                                                            | 33                                                            | 35                                                            | 32                                                            | 31                                                            | 35                                                            | 3                                                             | 23                                                            | 35                                                            | 27                                                            | 28                                                            | 508                                                           |        |
| 33   | Andy Lally (R)         | 33                                                            | 31                                                            | 32                                                            | 32                                                            | 32                                                            |                                                               | 32                                                            | 19                                                            | 26                                                            | NQ                                                            | 33                                                            | NQ                                                            | 31                                                            | 32                                                            | 36                                                            | 35                                                            | 27                                                            | 32                                                            | 28                                                            | 26                                                            | 29                                                            | 24                                                            | 29                                                            | 25                                                            | 30                                                            | 32                                                            | 28                                                            | 34                                                            | 33                                                            | 37                                                            | 421                                                           | 39                                                            |                                                               | 29                                                            | NQ                                                            |                                                               | 398                                                           |        |
| 34   | Robby Gordon           | 16                                                            | 32                                                            | 31                                                            | 39                                                            | 34                                                            | 23                                                            | 31                                                            | 20                                                            | 35                                                            | 37                                                            |                                                               | 38                                                            |                                                               |                                                               | 37                                                            | 18                                                            | 34                                                            | NQ                                                            |                                                               | 43                                                            | 35                                                            | 21                                                            |                                                               | 43                                                            | 39                                                            | 37                                                            | 39                                                            | 40                                                            |                                                               |                                                               | 38                                                            | 37                                                            |                                                               |                                                               | 35                                                            |                                                               | 268                                                           |        |
| 35   | J. J. Yeley            | 43                                                            | 37                                                            | 40                                                            | 40                                                            | 41                                                            | 41                                                            | 41                                                            |                                                               | 43                                                            | 39                                                            | 40                                                            | 42                                                            | 38                                                            | 42                                                            | 39                                                            |                                                               | NQ                                                            | 40                                                            | 23                                                            | NQ                                                            | 43                                                            | 42                                                            | 43                                                            | NQ                                                            | 25                                                            | 42                                                            | 34                                                            | 27                                                            | 34                                                            | 43                                                            | 22                                                            | 42                                                            | 40                                                            | 43                                                            | 28                                                            | 41                                                            | 192                                                           |        |
| 36   | Michael McDowell       | NQ                                                            | 41                                                            | 41                                                            | 43                                                            | 43                                                            | 32                                                            | 40                                                            | NQ                                                            | 40                                                            | 43                                                            | 43                                                            | 39                                                            | 41                                                            | 41                                                            | 43                                                            | 30                                                            | 42                                                            | 41                                                            | 40                                                            | 37                                                            |                                                               | 41                                                            |                                                               | 39                                                            | 41                                                            | 39                                                            | 43                                                            | 37                                                            | 40                                                            | 39                                                            | 39                                                            | 40                                                            | 39                                                            | 33                                                            | 40                                                            | 43                                                            | 139                                                           |        |
| 37   | Tony Raines            |                                                               | 25                                                            | 35                                                            | 28                                                            | 36                                                            | 25                                                            | 34                                                            | NQ                                                            | 33                                                            | 36                                                            | 35                                                            | NQ                                                            | NQ                                                            | 36                                                            | NQ                                                            |                                                               | NQ                                                            | 38                                                            | NQ                                                            |                                                               |                                                               |                                                               | 38                                                            |                                                               | NQ                                                            |                                                               |                                                               |                                                               |                                                               |                                                               |                                                               |                                                               |                                                               |                                                               |                                                               |                                                               | 129                                                           |        |
| 38   | Ken Schrader           |                                                               |                                                               |                                                               | NQ                                                            | 33                                                            | 22                                                            | 33                                                            |                                                               | 32                                                            | 28                                                            |                                                               |                                                               |                                                               |                                                               |                                                               |                                                               |                                                               |                                                               |                                                               |                                                               |                                                               |                                                               | 30                                                            |                                                               |                                                               |                                                               |                                                               |                                                               |                                                               |                                                               |                                                               |                                                               | 21                                                            |                                                               |                                                               |                                                               | 110                                                           |        |
| 39   | Terry Labonte          | 15                                                            |                                                               |                                                               |                                                               |                                                               |                                                               |                                                               | 34                                                            |                                                               |                                                               |                                                               |                                                               |                                                               |                                                               |                                                               | 32                                                            | 28                                                            |                                                               |                                                               | 41                                                            |                                                               | 34                                                            |                                                               | 33                                                            |                                                               |                                                               |                                                               |                                                               |                                                               |                                                               |                                                               | 34                                                            |                                                               |                                                               |                                                               |                                                               | 102                                                           |        |
| 40   | Bill Elliott           | 12                                                            | 23                                                            | 30                                                            | 29                                                            |                                                               |                                                               |                                                               | 26                                                            |                                                               |                                                               |                                                               |                                                               |                                                               |                                                               |                                                               |                                                               |                                                               |                                                               |                                                               |                                                               |                                                               |                                                               |                                                               |                                                               |                                                               |                                                               |                                                               |                                                               |                                                               |                                                               |                                                               |                                                               |                                                               |                                                               |                                                               |                                                               | 100                                                           |        |
| 41   | David Stremme          |                                                               |                                                               |                                                               |                                                               |                                                               |                                                               |                                                               |                                                               | 34                                                            | 41                                                            | 42                                                            | 40                                                            | 39                                                            |                                                               | 41                                                            |                                                               |                                                               | NQ                                                            | 371                                                           | NQ                                                            | 38                                                            |                                                               | 40                                                            | 32                                                            | NQ                                                            | 40                                                            | 41                                                            | 38                                                            | 41                                                            | 40                                                            | 41                                                            |                                                               | 38                                                            | NQ                                                            | NQ                                                            | 42                                                            | 80                                                            |        |
| 42   | Michael Waltrip        | 40                                                            |                                                               |                                                               |                                                               |                                                               |                                                               |                                                               | 28                                                            |                                                               |                                                               |                                                               |                                                               |                                                               |                                                               |                                                               |                                                               |                                                               | NQ                                                            |                                                               |                                                               |                                                               |                                                               |                                                               |                                                               |                                                               |                                                               |                                                               |                                                               |                                                               |                                                               |                                                               | 9                                                             |                                                               |                                                               |                                                               |                                                               | 56                                                            |        |
| 43   | Boris Said             |                                                               |                                                               |                                                               |                                                               |                                                               |                                                               |                                                               |                                                               |                                                               |                                                               |                                                               |                                                               |                                                               |                                                               |                                                               | 28                                                            |                                                               |                                                               |                                                               |                                                               |                                                               | 20                                                            |                                                               |                                                               |                                                               |                                                               |                                                               |                                                               |                                                               |                                                               |                                                               |                                                               |                                                               |                                                               |                                                               |                                                               | 38                                                            |        |
| 44   | Geoff Bodine           |                                                               |                                                               |                                                               |                                                               |                                                               |                                                               |                                                               |                                                               |                                                               |                                                               |                                                               |                                                               |                                                               |                                                               |                                                               |                                                               | 38                                                            |                                                               |                                                               |                                                               | NQ                                                            |                                                               |                                                               |                                                               | NQ                                                            |                                                               |                                                               |                                                               |                                                               |                                                               | NQ                                                            | NQ                                                            |                                                               | 38                                                            | 37                                                            | 30                                                            | 33                                                            |        |
| 45   | T. J. Bell (R)         |                                                               |                                                               |                                                               |                                                               |                                                               |                                                               |                                                               |                                                               |                                                               | 381                                                           |                                                               | NQ                                                            | NQ                                                            | 39                                                            |                                                               |                                                               |                                                               | NQ                                                            |                                                               | 42                                                            | NQ                                                            | 37                                                            | NQ                                                            | NQ                                                            | NQ                                                            | NQ                                                            |                                                               | NQ                                                            |                                                               |                                                               |                                                               | NQ                                                            |                                                               |                                                               |                                                               | 29                                                            | 29                                                            |        |
| 46   | Stephen Leicht         |                                                               |                                                               |                                                               |                                                               |                                                               |                                                               |                                                               |                                                               |                                                               |                                                               |                                                               |                                                               |                                                               |                                                               |                                                               |                                                               |                                                               |                                                               |                                                               |                                                               |                                                               |                                                               |                                                               |                                                               |                                                               | 24                                                            | NQ                                                            |                                                               |                                                               |                                                               |                                                               |                                                               |                                                               |                                                               |                                                               |                                                               | 20                                                            |        |
| 47   | Andy Pilgrim           |                                                               |                                                               |                                                               |                                                               |                                                               |                                                               |                                                               |                                                               |                                                               |                                                               |                                                               |                                                               |                                                               |                                                               |                                                               | 26                                                            |                                                               |                                                               |                                                               |                                                               |                                                               |                                                               |                                                               |                                                               |                                                               |                                                               |                                                               |                                                               |                                                               |                                                               |                                                               |                                                               |                                                               |                                                               |                                                               |                                                               | 18                                                            |        |
| 48   | Chris Cook             |                                                               |                                                               |                                                               |                                                               |                                                               |                                                               |                                                               |                                                               |                                                               |                                                               |                                                               |                                                               |                                                               |                                                               |                                                               | 27                                                            |                                                               |                                                               |                                                               |                                                               |                                                               |                                                               |                                                               |                                                               |                                                               |                                                               |                                                               |                                                               |                                                               |                                                               |                                                               |                                                               |                                                               |                                                               |                                                               |                                                               | 17                                                            |        |
| 49   | Brian Simo             |                                                               |                                                               |                                                               |                                                               |                                                               |                                                               |                                                               |                                                               |                                                               |                                                               |                                                               |                                                               |                                                               |                                                               |                                                               | 33                                                            |                                                               |                                                               |                                                               |                                                               |                                                               | NQ                                                            |                                                               |                                                               |                                                               |                                                               |                                                               |                                                               |                                                               |                                                               |                                                               |                                                               |                                                               |                                                               |                                                               |                                                               | 11                                                            |        |
| 50   | Brian Keselowski (R)   | 41                                                            | NQ                                                            | NQ                                                            |                                                               |                                                               |                                                               |                                                               |                                                               | NQ                                                            | NQ                                                            |                                                               |                                                               |                                                               |                                                               | NQ                                                            |                                                               |                                                               |                                                               |                                                               |                                                               |                                                               |                                                               |                                                               |                                                               |                                                               |                                                               |                                                               |                                                               |                                                               |                                                               |                                                               |                                                               |                                                               |                                                               |                                                               |                                                               | 3                                                             |        |
| 51   | Erik Darnell           |                                                               |                                                               |                                                               |                                                               |                                                               |                                                               |                                                               |                                                               |                                                               |                                                               |                                                               |                                                               |                                                               |                                                               |                                                               |                                                               |                                                               |                                                               | 391                                                           | NQ                                                            | 42                                                            |                                                               | NQ                                                            |                                                               |                                                               | NQ                                                            |                                                               |                                                               |                                                               |                                                               |                                                               |                                                               |                                                               |                                                               |                                                               |                                                               | 2                                                             |        |
| 52   | Steve Park             |                                                               |                                                               |                                                               |                                                               |                                                               |                                                               |                                                               | 42                                                            |                                                               |                                                               |                                                               |                                                               |                                                               |                                                               |                                                               |                                                               |                                                               |                                                               |                                                               |                                                               |                                                               |                                                               |                                                               |                                                               |                                                               |                                                               |                                                               | NQ                                                            |                                                               |                                                               |                                                               |                                                               |                                                               |                                                               |                                                               |                                                               | 2                                                             |        |
| Pos. | Pilotes                | Pilotes non éligibles pour le titre de champion               | Pilotes non éligibles pour le titre de champion               | Pilotes non éligibles pour le titre de champion               | Pilotes non éligibles pour le titre de champion               | Pilotes non éligibles pour le titre de champion               | Pilotes non éligibles pour le titre de champion               | Pilotes non éligibles pour le titre de champion               | Pilotes non éligibles pour le titre de champion               | Pilotes non éligibles pour le titre de champion               | Pilotes non éligibles pour le titre de champion               | Pilotes non éligibles pour le titre de champion               | Pilotes non éligibles pour le titre de champion               | Pilotes non éligibles pour le titre de champion               | Pilotes non éligibles pour le titre de champion               | Pilotes non éligibles pour le titre de champion               | Pilotes non éligibles pour le titre de champion               | Pilotes non éligibles pour le titre de champion               | Pilotes non éligibles pour le titre de champion               | Pilotes non éligibles pour le titre de champion               | Pilotes non éligibles pour le titre de champion               | Pilotes non éligibles pour le titre de champion               | Pilotes non éligibles pour le titre de champion               | Pilotes non éligibles pour le titre de champion               | Pilotes non éligibles pour le titre de champion               | Pilotes non éligibles pour le titre de champion               | Pilotes non éligibles pour le titre de champion               | Pilotes non éligibles pour le titre de champion               | Pilotes non éligibles pour le titre de champion               | Pilotes non éligibles pour le titre de champion               | Pilotes non éligibles pour le titre de champion               | Pilotes non éligibles pour le titre de champion               | Pilotes non éligibles pour le titre de champion               | Pilotes non éligibles pour le titre de champion               | Pilotes non éligibles pour le titre de champion               | Pilotes non éligibles pour le titre de champion               | Pilotes non éligibles pour le titre de champion               | Pilotes non éligibles pour le titre de champion               | Points |
|      | Trevor Bayne           | 1                                                             | 40                                                            | 20                                                            | 34                                                            | 30                                                            | 35                                                            | 17                                                            | 40                                                            |                                                               |                                                               |                                                               |                                                               |                                                               |                                                               | 16                                                            |                                                               | 41                                                            |                                                               |                                                               | 30                                                            |                                                               |                                                               | 24                                                            |                                                               |                                                               |                                                               |                                                               | 23                                                            |                                                               |                                                               |                                                               | 31                                                            | 15                                                            |                                                               | 17                                                            |                                                               | 25                                                            | –      |
|      | Ricky Stenhouse Jr.    |                                                               |                                                               |                                                               |                                                               |                                                               |                                                               |                                                               |                                                               |                                                               |                                                               |                                                               | 11                                                            |                                                               |                                                               |                                                               |                                                               |                                                               |                                                               |                                                               |                                                               |                                                               |                                                               |                                                               |                                                               |                                                               |                                                               |                                                               |                                                               |                                                               |                                                               |                                                               |                                                               |                                                               |                                                               |                                                               |                                                               | –                                                             |        |
|      | Landon Cassill         |                                                               | 38                                                            | 43                                                            | 42                                                            | 24                                                            | 26                                                            | 28                                                            | 31                                                            | 38                                                            | 29                                                            | 30                                                            | 35                                                            | 35                                                            | 24                                                            | 12                                                            |                                                               | 26                                                            | 23                                                            | 26                                                            | 20                                                            | 27                                                            |                                                               | 31                                                            |                                                               | 22                                                            | 25                                                            | 30                                                            | 33                                                            | 31                                                            | 17                                                            | 28                                                            | 16                                                            | 42                                                            | 26                                                            | 29                                                            | 36                                                            | –                                                             |        |
|      | Travis Kvapil          | 32                                                            | 39                                                            | 33                                                            | 26                                                            | 35                                                            | 37                                                            | NQ                                                            | 29                                                            | 30                                                            | 26                                                            | 31                                                            | 25                                                            | 34                                                            |                                                               | 31                                                            |                                                               | 30                                                            | 29                                                            |                                                               | NQ                                                            | 31                                                            |                                                               | 28                                                            | 37                                                            | 42                                                            | 28                                                            | NQ                                                            | 43                                                            | 43                                                            | 27                                                            | 40                                                            | 21                                                            | 16                                                            | 31                                                            | 43                                                            | 22                                                            | –                                                             |        |
|      | Steve Wallace          | 20                                                            |                                                               |                                                               |                                                               |                                                               |                                                               |                                                               |                                                               |                                                               |                                                               |                                                               |                                                               |                                                               |                                                               |                                                               |                                                               |                                                               |                                                               |                                                               |                                                               |                                                               |                                                               |                                                               |                                                               |                                                               |                                                               |                                                               |                                                               |                                                               |                                                               |                                                               |                                                               |                                                               |                                                               |                                                               |                                                               | –                                                             |        |
|      | Mike Bliss             |                                                               |                                                               |                                                               |                                                               |                                                               |                                                               |                                                               |                                                               |                                                               |                                                               | 25                                                            | 30                                                            |                                                               | 31                                                            | 32                                                            |                                                               |                                                               | 34                                                            | 32                                                            | 32                                                            |                                                               |                                                               |                                                               | 29                                                            | 26                                                            | 36                                                            | 25                                                            | 31                                                            | 36                                                            | 28                                                            | 30                                                            |                                                               |                                                               | 34                                                            | 30                                                            | 21                                                            | –                                                             |        |
|      | Mike Skinner           |                                                               | 24                                                            | 29                                                            |                                                               |                                                               | 42                                                            | 43                                                            | NQ                                                            | 41                                                            | 40                                                            | 41                                                            | 43                                                            | 40                                                            | NQ                                                            | NQ                                                            | 42                                                            | 40                                                            | 43                                                            | 42                                                            | 40                                                            | NQ                                                            | 43                                                            | 42                                                            | 41                                                            | 27                                                            | NQ                                                            | NQ                                                            | Wth                                                           | NQ                                                            | NQ                                                            | Wth                                                           |                                                               | 43                                                            | 41                                                            | 42                                                            | NQ                                                            | –                                                             |        |
|      | Cole Whitt             |                                                               |                                                               |                                                               |                                                               |                                                               |                                                               |                                                               |                                                               |                                                               |                                                               |                                                               |                                                               |                                                               |                                                               |                                                               |                                                               |                                                               |                                                               |                                                               |                                                               |                                                               |                                                               |                                                               |                                                               |                                                               |                                                               |                                                               |                                                               |                                                               |                                                               |                                                               |                                                               |                                                               |                                                               | 25                                                            | 37                                                            | –                                                             |        |
|      | Hermie Sadler          |                                                               |                                                               |                                                               |                                                               |                                                               | 28                                                            |                                                               |                                                               |                                                               |                                                               |                                                               |                                                               |                                                               |                                                               |                                                               |                                                               |                                                               |                                                               |                                                               |                                                               |                                                               |                                                               |                                                               |                                                               |                                                               |                                                               |                                                               |                                                               |                                                               |                                                               | 33                                                            |                                                               | 26                                                            |                                                               |                                                               |                                                               | –                                                             |        |
|      | Austin Dillon          |                                                               |                                                               |                                                               |                                                               |                                                               |                                                               |                                                               |                                                               |                                                               |                                                               |                                                               |                                                               |                                                               |                                                               |                                                               |                                                               |                                                               |                                                               |                                                               |                                                               |                                                               |                                                               |                                                               |                                                               |                                                               |                                                               |                                                               |                                                               |                                                               | 26                                                            |                                                               |                                                               |                                                               |                                                               |                                                               |                                                               | –                                                             |        |
|      | David Starr (en)       |                                                               |                                                               |                                                               |                                                               |                                                               |                                                               | 38                                                            |                                                               |                                                               |                                                               |                                                               | 36                                                            |                                                               |                                                               |                                                               |                                                               |                                                               | NQ                                                            |                                                               |                                                               |                                                               |                                                               |                                                               | 27                                                            | 29                                                            |                                                               | NQ                                                            |                                                               |                                                               | NQ                                                            |                                                               |                                                               |                                                               | NQ                                                            |                                                               |                                                               | –                                                             |        |
|      | Scott Wimmer           |                                                               |                                                               |                                                               |                                                               |                                                               |                                                               |                                                               |                                                               |                                                               |                                                               | 38                                                            | NQ                                                            |                                                               | 38                                                            |                                                               |                                                               |                                                               | 37                                                            | 27                                                            | NQ                                                            |                                                               |                                                               |                                                               |                                                               |                                                               |                                                               |                                                               |                                                               |                                                               |                                                               |                                                               |                                                               |                                                               |                                                               |                                                               |                                                               | –                                                             |        |
|      | Joe Nemechek           | 39                                                            | 43                                                            | 42                                                            | 41                                                            | 42                                                            | 43                                                            | 39                                                            | 41                                                            | 42                                                            | 42                                                            | 39                                                            | 41                                                            | 43                                                            | 40                                                            | 40                                                            | 40                                                            | 29                                                            | 39                                                            | 41                                                            | 38                                                            | 41                                                            | 40                                                            | 41                                                            | 40                                                            | 40                                                            | 41                                                            | 40                                                            | 36                                                            | 39                                                            | 41                                                            | 43                                                            | 41                                                            | 41                                                            | 42                                                            | 41                                                            | 40                                                            | –                                                             |        |
|      | Patrick Carpentier     |                                                               |                                                               |                                                               |                                                               |                                                               |                                                               |                                                               |                                                               |                                                               |                                                               |                                                               |                                                               | 30                                                            |                                                               |                                                               |                                                               |                                                               |                                                               |                                                               |                                                               |                                                               |                                                               |                                                               |                                                               |                                                               |                                                               |                                                               |                                                               |                                                               |                                                               |                                                               |                                                               |                                                               |                                                               |                                                               |                                                               | –                                                             |        |
|      | Ron Fellows            |                                                               |                                                               |                                                               |                                                               |                                                               |                                                               |                                                               |                                                               |                                                               |                                                               |                                                               |                                                               |                                                               |                                                               |                                                               |                                                               |                                                               |                                                               |                                                               |                                                               |                                                               | 30                                                            |                                                               |                                                               |                                                               |                                                               |                                                               |                                                               |                                                               |                                                               |                                                               |                                                               |                                                               |                                                               |                                                               |                                                               | –                                                             |        |
|      | Scott Speed            |                                                               |                                                               |                                                               |                                                               |                                                               |                                                               |                                                               |                                                               |                                                               |                                                               |                                                               |                                                               |                                                               |                                                               |                                                               |                                                               |                                                               |                                                               |                                                               | 39                                                            | 40                                                            | 39                                                            |                                                               | 42                                                            | 32                                                            | 43                                                            | 35                                                            | 41                                                            | 42                                                            | 33                                                            | NQ                                                            | NQ                                                            | 37                                                            | 39                                                            | 39                                                            | NQ                                                            | –                                                             |        |
|      | Jason White            |                                                               |                                                               |                                                               |                                                               |                                                               |                                                               |                                                               |                                                               |                                                               |                                                               |                                                               |                                                               |                                                               |                                                               |                                                               |                                                               |                                                               |                                                               |                                                               |                                                               | 33                                                            |                                                               |                                                               |                                                               |                                                               |                                                               |                                                               |                                                               |                                                               |                                                               |                                                               |                                                               |                                                               |                                                               |                                                               |                                                               | –                                                             |        |
|      | Sam Hornish Jr.        |                                                               |                                                               |                                                               |                                                               |                                                               |                                                               |                                                               |                                                               |                                                               |                                                               |                                                               |                                                               |                                                               | 35                                                            |                                                               |                                                               |                                                               |                                                               |                                                               |                                                               |                                                               |                                                               |                                                               |                                                               |                                                               |                                                               |                                                               |                                                               |                                                               |                                                               |                                                               |                                                               |                                                               |                                                               |                                                               |                                                               | –                                                             |        |
|      | Andrew Ranger          |                                                               |                                                               |                                                               |                                                               |                                                               |                                                               |                                                               |                                                               |                                                               |                                                               |                                                               |                                                               |                                                               |                                                               |                                                               |                                                               |                                                               |                                                               |                                                               |                                                               |                                                               | 35                                                            |                                                               |                                                               |                                                               |                                                               |                                                               |                                                               |                                                               |                                                               |                                                               |                                                               |                                                               |                                                               |                                                               |                                                               | –                                                             |        |
|      | Reed Sorenson          |                                                               |                                                               |                                                               |                                                               |                                                               |                                                               |                                                               |                                                               |                                                               |                                                               |                                                               |                                                               |                                                               |                                                               |                                                               |                                                               |                                                               |                                                               |                                                               |                                                               |                                                               |                                                               |                                                               |                                                               |                                                               |                                                               |                                                               |                                                               | 38                                                            | 38                                                            |                                                               |                                                               | 36                                                            | NQ                                                            |                                                               | NQ                                                            | –                                                             |        |
|      | Johnny Sauter          |                                                               |                                                               |                                                               |                                                               |                                                               |                                                               |                                                               |                                                               |                                                               |                                                               |                                                               |                                                               | 36                                                            |                                                               |                                                               |                                                               |                                                               |                                                               |                                                               |                                                               |                                                               |                                                               | NQ                                                            |                                                               |                                                               |                                                               |                                                               |                                                               |                                                               |                                                               |                                                               |                                                               |                                                               |                                                               |                                                               |                                                               | –                                                             |        |
|      | Josh Wise              |                                                               |                                                               |                                                               |                                                               |                                                               |                                                               |                                                               |                                                               |                                                               |                                                               |                                                               |                                                               |                                                               |                                                               |                                                               |                                                               |                                                               |                                                               |                                                               |                                                               |                                                               |                                                               |                                                               |                                                               |                                                               |                                                               | 42                                                            | 39                                                            | 37                                                            | NQ                                                            | NQ                                                            | NQ                                                            |                                                               | 40                                                            |                                                               |                                                               | –                                                             |        |
|      | Todd Bodine            | NQ                                                            |                                                               |                                                               |                                                               | 40                                                            |                                                               |                                                               |                                                               |                                                               |                                                               |                                                               |                                                               |                                                               |                                                               |                                                               |                                                               |                                                               |                                                               |                                                               |                                                               | 37                                                            |                                                               | 39                                                            |                                                               |                                                               |                                                               |                                                               |                                                               |                                                               |                                                               |                                                               |                                                               |                                                               |                                                               |                                                               |                                                               | –                                                             |        |
|      | Dennis Setzer          |                                                               |                                                               |                                                               | 38                                                            |                                                               | Wth                                                           |                                                               |                                                               |                                                               |                                                               |                                                               |                                                               |                                                               |                                                               |                                                               |                                                               |                                                               |                                                               | NQ                                                            |                                                               |                                                               |                                                               |                                                               |                                                               |                                                               |                                                               |                                                               |                                                               |                                                               |                                                               |                                                               |                                                               | NQ                                                            |                                                               |                                                               | NQ                                                            | –                                                             |        |
|      | Robert Richardson, Jr. | 38                                                            |                                                               |                                                               |                                                               |                                                               |                                                               |                                                               |                                                               |                                                               |                                                               |                                                               |                                                               |                                                               |                                                               |                                                               |                                                               |                                                               |                                                               |                                                               |                                                               |                                                               |                                                               |                                                               |                                                               |                                                               |                                                               |                                                               |                                                               |                                                               |                                                               |                                                               |                                                               |                                                               |                                                               |                                                               |                                                               | –                                                             |        |
|      | Scott Riggs            |                                                               |                                                               |                                                               |                                                               |                                                               |                                                               |                                                               |                                                               |                                                               | NQ                                                            | NQ                                                            | NQ                                                            | 42                                                            | 43                                                            | 42                                                            |                                                               |                                                               | 42                                                            | NQ                                                            |                                                               |                                                               |                                                               |                                                               |                                                               |                                                               |                                                               |                                                               |                                                               |                                                               |                                                               |                                                               |                                                               |                                                               |                                                               | NQ                                                            | NQ                                                            | –                                                             |        |
|      | Kevin Conway           | NQ                                                            |                                                               |                                                               |                                                               |                                                               |                                                               |                                                               | 43                                                            |                                                               |                                                               |                                                               |                                                               |                                                               |                                                               |                                                               |                                                               | 43                                                            |                                                               |                                                               |                                                               |                                                               |                                                               |                                                               |                                                               |                                                               |                                                               |                                                               |                                                               |                                                               |                                                               |                                                               | 43                                                            |                                                               |                                                               |                                                               |                                                               | –                                                             |        |
|      | P. J. Jones            |                                                               |                                                               |                                                               |                                                               |                                                               |                                                               |                                                               |                                                               |                                                               |                                                               |                                                               |                                                               |                                                               |                                                               |                                                               | 43                                                            |                                                               |                                                               |                                                               |                                                               |                                                               | NQ                                                            |                                                               |                                                               |                                                               |                                                               |                                                               |                                                               |                                                               |                                                               |                                                               |                                                               |                                                               |                                                               |                                                               |                                                               | –                                                             |        |
|      | Jeff Green             |                                                               |                                                               |                                                               |                                                               |                                                               |                                                               |                                                               |                                                               |                                                               |                                                               |                                                               |                                                               |                                                               |                                                               |                                                               |                                                               |                                                               |                                                               | 43                                                            |                                                               |                                                               |                                                               |                                                               | NQ                                                            |                                                               |                                                               |                                                               |                                                               |                                                               |                                                               |                                                               |                                                               |                                                               |                                                               |                                                               |                                                               | –                                                             |        |
|      | Derrike Cope           | NQ                                                            |                                                               |                                                               |                                                               |                                                               |                                                               |                                                               |                                                               |                                                               | Wth                                                           |                                                               |                                                               |                                                               |                                                               |                                                               |                                                               |                                                               |                                                               |                                                               |                                                               |                                                               |                                                               |                                                               |                                                               |                                                               |                                                               |                                                               |                                                               |                                                               |                                                               |                                                               |                                                               | NQ                                                            |                                                               |                                                               |                                                               | –                                                             |        |
|      | Tony Ave               |                                                               |                                                               |                                                               |                                                               |                                                               |                                                               |                                                               |                                                               |                                                               |                                                               |                                                               |                                                               |                                                               |                                                               |                                                               | NQ                                                            |                                                               |                                                               |                                                               |                                                               |                                                               |                                                               |                                                               |                                                               |                                                               |                                                               |                                                               |                                                               |                                                               |                                                               |                                                               |                                                               |                                                               |                                                               |                                                               |                                                               | –                                                             |        |
|      | Grant Enfinger         |                                                               |                                                               |                                                               |                                                               |                                                               |                                                               |                                                               |                                                               |                                                               |                                                               |                                                               |                                                               |                                                               |                                                               |                                                               |                                                               |                                                               |                                                               |                                                               |                                                               |                                                               |                                                               |                                                               |                                                               |                                                               |                                                               |                                                               |                                                               |                                                               |                                                               |                                                               |                                                               |                                                               |                                                               |                                                               | NQ                                                            | –                                                             |        |

- 1 : Inéligible pour le classement pilote et propriétaires

### Constructeurs
| Pos. | Constructeurs | Victoires | Points |
| ---- | ------------- | --------- | ------ |
| 1    | Chevrolet     | 18        | 248    |
| 2    | Ford          | 7         | 195    |
| 3    | Toyota        | 6         | 187    |
| 4    | Dodge         | 5         | 162    |